# Jorge Pupo (Wasserspringer)
Jorge Luis Pupo Carballo (* 14. Februar 1982 in Pinar del Río) ist ein kubanischer Wasserspringer, der im Kunstspringen vom 1-m- und 3-m-Brett und im 3-m-Synchronspringen antritt.
Pupo begann im Alter von sieben Jahren mit dem Wasserspringen. Im Jahr 1999 wurde er in die Nationalmannschaft aufgenommen, seit 2002 bestreitet er schließlich kontinentale Wettbewerbe und Wettbewerbe des FINA-Diving-Grand Prix. Pupo startete bei den Panamerikanischen Spielen 2007 in Rio de Janeiro und erreichte als bestes Ergebnis vom 3-m-Brett Rang zehn. Im folgenden Jahr nahm er in Peking erstmals an den Olympischen Spielen teil, belegte vom 3-m-Brett aber nur Rang 27 im Vorkampf. Wiederum ein Jahr darauf bestritt er in Rom seine erste Weltmeisterschaft und konnte vom 3-m-Brett das Halbfinale erreichen, wo er 13. wurde. Er gewann im Jahr 2010 seinen ersten nationalen Titel.
Pupo nahm auch an der Weltmeisterschaft 2011 in Shanghai teil, schied jedoch im Einzel- und mit Deiné Castellanos im Synchronwettbewerb vom 3-m-Brett jeweils nach dem Vorkampf aus. In Guadalajara errang Pupo bei den Panamerikanischen Spielen seinen bislang größten sportlichen Erfolg. Im 3-m-Synchronspringen gewann er mit René Hernández die Bronzemedaille.